# See-elefant
See-elefant var under 2. Verdenskrig Tysklands mest avancerede fjernvarslingsradar. Der var kun ét fungerende anlæg, som stod på Rømø i stillingen Robbe. Et andet anlæg var under opførelse i Hansted, men blev ikke færdigt, før krigen var slut. 
See-elefant var en videreudvikling af Elefant, som tyskerne havde haft opstillet i Holland. Besætningen blev flyttet fra Holland til Rømø. Anlægget bestod af en See-elefant (Elefant) sender, der sendte og modtog i en bred sektor på 120° og en Rüssel (snabel), der målte retningen til ekkoerne fra målene. Rüssel var monteret på en Riesen-Wassermann i en højde på 67 meter. Masten kunne drejes, 4 minutter om en fuld omdrejning (masten vejede 70 ton).
See-elefant blev benyttet til at notere nedslaget af V2-raketter og senere til at guide de Heinkel He 111-fly, der blev brugt til affyring af V1-missilerne, da affyring fra landjorden ikke længere var mulig på grund af de tyske troppers tilbagetog.
Endelig blev anlægget benyttet til at snylte på den britiske Chain Home-radarkæde. Det viste sig, at impulserne fra de britiske radaranlæg kunne reflekteres af fly i alle mulige retninger, og at noget af den reflekterede energi kunne modtages på Rømø. Hvis man kendte oplysningerne på den britiske radar, kunne man pejle flyenes omtrentlige position og få en meget tidlig advarsel. 

## Enkelte data for anlægget
- Frekvens: 23 - 28 MHz eller 32 - 38 MHz (opgivelserne varierer)
- Rækkevidde: 250 - 400 km
- Effekt: 380 kW